# Pomorie

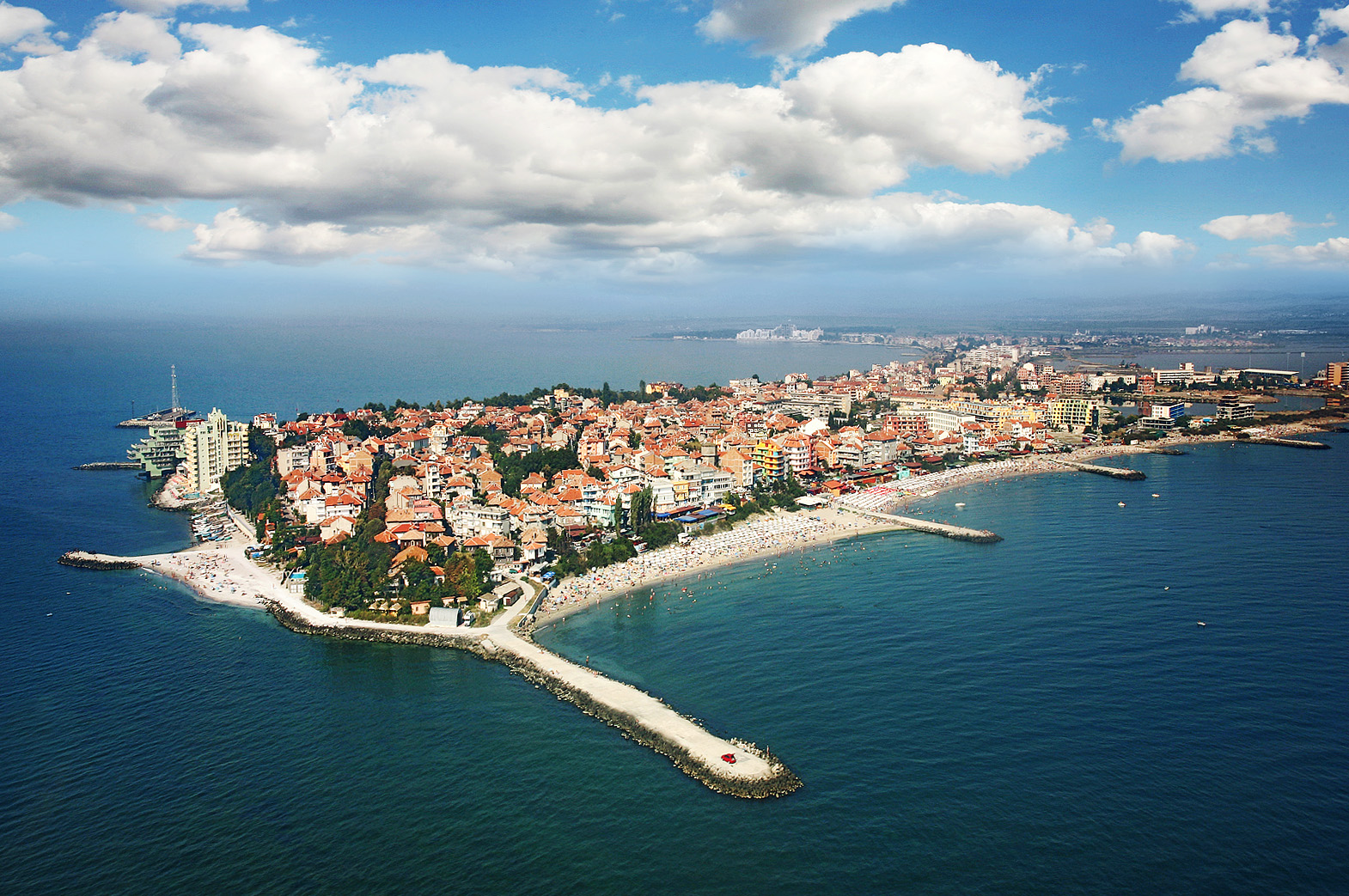
Vista aérea de Pomorie.

Pomorie (en búlgaro: Поморие; antiguamente conocida como Anquíale o Anquíalo, Ἀγχιάλη en griego, Anchialus en Latín, Tuthom en Protobúlgaro y Анхиало, Anhialo, una forma de griego bulgarizado, en turco: Ahyolu) es una población y complejo turístico costero del sureste de Bulgaria, situado en una estrecha península rocosa en la bahía de Burgas, en la parte sur de la costa búlgara del mar Negro. Está situada en la provincia de Burgas, a 20 kilómetros de Burgas y 18 de  Sunny Beach. El ultrasalado Lago Pomorie, el más septentrional de los lagos de Burgas se sitúa en las proximidades. Es la capital del municipio de Pomorie.
Pomorie es una ciudad antigua y hoy en día un importante destino turístico. Su población en septiembre de 2005 ascendía a 14.600 habitantes, siendo su alcalde Petar Zlatanov. Se sitúa en 42°33′N 27°39′E / 42.550, 27.650.

## Historia

### Colonia griega y centro romano
Fundada posiblemente en el siglo V a. C. o IV a. C. como una colonia de Apolonia (actual Sozopol), Anquíale aparece mencionada en la Geografía de Estrabón como una pequeña ciudad. Durante un breve período cayó en poder de Mesembria (Nesebar) en el siglo II a. C., pero fue reconquistado por Apolonia y sus murallas destruidas. El nombre Anquíale deriva del Griego Antiguo "anchi-" ("cerca de") y "als-" (o bien "sal", o un nombre poético y poco común para "mar"), mientras el nombre Anquíalo deriva de la forma que usaron los romanos para referirse a esta ciudad.

Mapa con algunas de las principales colonias griegas en la antigua Tracia. Anquíale se ubicaba entre Mesembria y Apolonia.

La costa occidental del Mar Negro fue finalmente conquistada por los Romanos de Marco Licinio Craso entre el 29 y 28 a. C. tras continuas campañas en la zona que se iniciaron en 72-71 a. C. Los muros de la ciudad habían sido reconstruidos, como menciona Ovidio en el 9 d. C. en su viaje a Tomis. A comienzos del siglo I de nuestra era, Anquíalo se convirtió en un punto estratégico del reino odrisio, y en el habitaba población tracia en el siglo VI, según el historiador bizantino Procopio. Cuando la independencia odrisia fue suprimida en el año 45, Anquíalo quedó integrado en la provincia romana de Tracia y declarado ciudad oficialmente bajo el mandato del Emperador Trajano.
La ciudad controlaba un vasto territorio, limitando con el de Ulpia Augusta Traiana (Stara Zagora) y alcanzando al río Tundzha por el oeste, con Mesembria al norte y la orilla sur del lago Burgas al sur. Anquíalo adquirió la apariencia de una ciudad romana y creció considerablemente en los siglos II y III bajo la dinastía Severa convirtiéndose en una de las más importantes centros de importación-exportación de Tracia.

### Dominio bizantino
Sin embargo, las invasiones bárbaras provenientes del norte acabaron con esta prosperidad a mediados del siglo III y los godos se hicieron con Anquíalo en torno a 270. Diocleciano permaneció en la ciudad entre el 28 y el 30 de octubre de 294. Sus reformas y las de Constantino el Grande consiguieron devolver la prosperidad a la ciudad durante un tiempo. Además, su cercanía a Constantinopla, la nueva capital, convirtió a Anchialos en un importante centro de suministros.
Teodorico el Grande cruzó Anquíalo en 476 de camino a Adrianópolis. El general bizantino Vitalian inició una revuelta en la zona en 513 y se apoderó brevemente de Anquíalo y otras ciudades cercanas para usarlas como base de operaciones marítimas para atacar Constantinopla, siendo finalmente derrotado en 515. Durante los siglos V y VI, Anquíalo se convirtió en sede de un arzobispado autocéfalo.

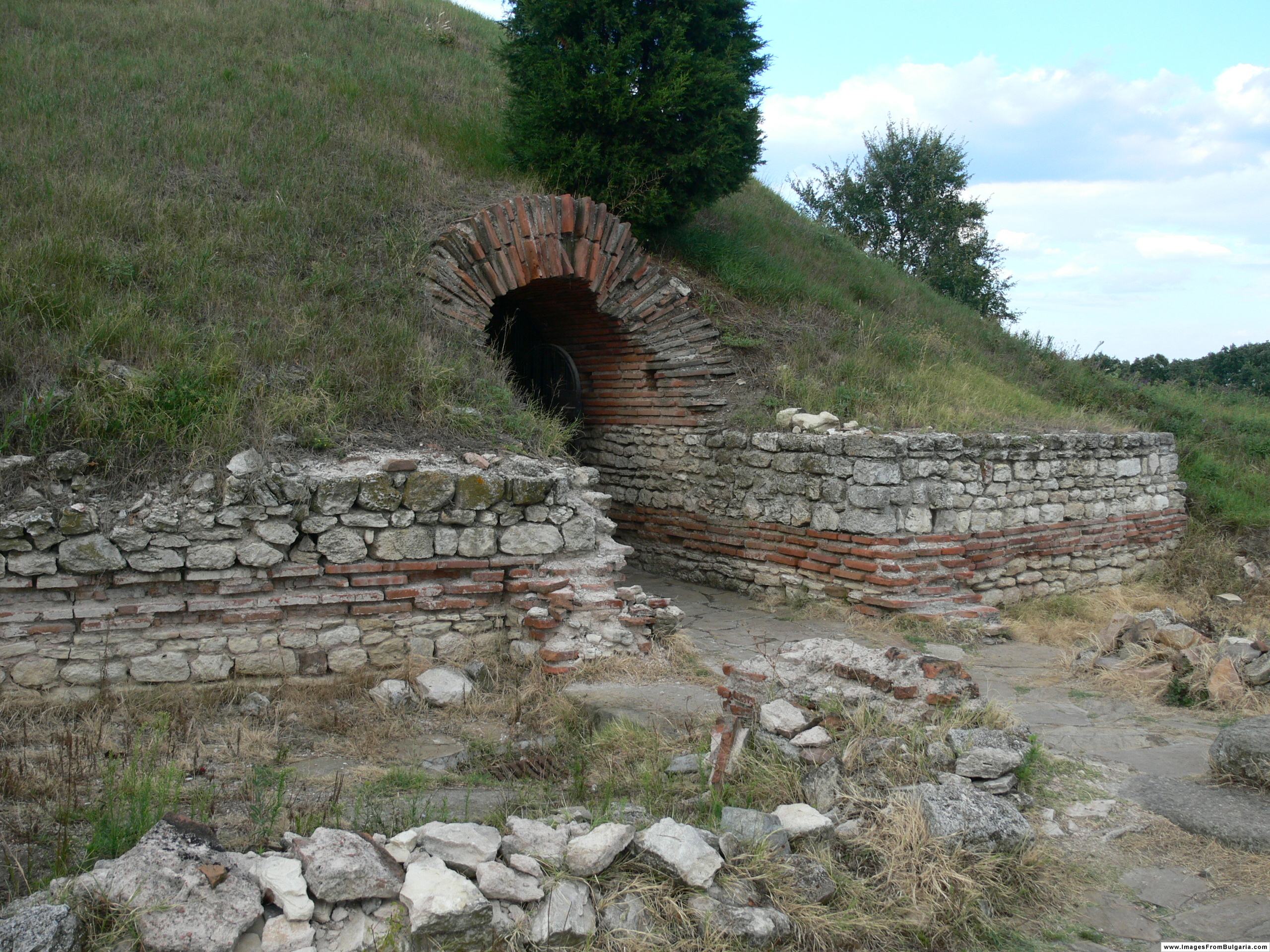
Antigua tumba tracia en Pomorie.

La invasión eslava y ávara de 584 implicó la conquista de Anquíalo y la destrucción de sus fortificaciones. El khagan ávaro Bayan I convirtió la ciudad en su residencia durante algunos meses, y firmó un tratado de paz con los bizantinos. En vísperas del inicio de sus campañas bálcánicas, el emperador bizantino Mauricio visitó la ciudad para supervisar los trabajos de reconstrucción.

### Bulgaria y Bizancio
Tras la formación del Primer Imperio Búlgaro en 681, Anquíalo jugaría un importante papel en las guerras entre ambos Estados. En 708, las tropas de Justiniano II fueron completamente derrotados por el kan Tervel en la primera batalla de Anquíalo. El 30 de junio de 763, fueron los bizantinos de Constantino V los que derrotaron a los protobúlgaros de Telets en la segunda batalla de Anquíalo. En cambio, el 21 de junio de 766 fue Constantino V el que tuvo que abandonar la ciudad, al naufragar la flota de dos mil seiscientas naves que le traía refuerzos de Constantinopla en su ruta hacia Anquíalo.
En mayo de 783, la emperatriz Irene realizó una campaña a través de Tracia y reconstruyó Anquíalo. La ciudad fue conquistada por el Khan búlgaro Krum en 812, que asentó en la ciudad población eslava y búlgara. Sin embargo, los bizantinos recuperaron la ciudad en 864.
Pero la batalla más importante que tuvo lugar aquí fue la conocida como batalla de Aqueloo o Tercera Batalla de Anquíalo, el 20 de agosto de 917. Este enfrentamiento fue una de las victorias más decisivas del zar Simeón el Grande, que consiguió derrotar a un ejército bizantino considerablemente más numeroso comandado por León Focas. Bulgaria consiguió conservar la ciudad hasta 971 cuando el Imperio bizantino la recuperó y la mantuvo en su poder otros doscientos años. Tras la creación del Segundo Imperio Búlgaro, Anquíalo cambió de manos en varias ocasiones, hasta que fue tomada por los caballeros venecianos de Amadeo VI de Saboya en 1366.

### Dominio Otomano
Con la invasión otomana de los Balcanes en el siglo XIV, Anquíalo volvió a pasar a manos bizantinas hasta la caída de Constantinopla en 1453. Como parte de la administración otomana, la ciudad se convirtió en el centro de una kaza, integrando el área circundante de Sozopol y recibiendo el nombre de "Ahoylu". Fue centro de una eparquía del Patriarcado de Constantinopla y continuó siendo un centro cultural, religioso, económico y administrativo hasta comienzos del siglo XIX, en tanto en cuanto numerosas familias nobles bizantinas se asentaron allí tras la conquista turca. Dos Patriarcas de Constantinopla, Miguel III de Anchialus y Jeremías II Tranos nacieron en esta ciudad.
Durante la Guerra Ruso-Turca (1828-1829), Anquíalo fue tomado por los rusos el 11 de julio de 1829 y permaneció en su poder durante un año. Por aquel entonces, la población era de unos 5.000-6.000 habitantes y era mayoritariamente de origen griego y búlgaro. Existían seis iglesias ortodoxas y una mezquita. Tras la retirada de las fuerzas rusas, todo el este de la actual Bulgaria fue despoblándose paulatinamente, emigrando principalmente a las tierras cristianas del norte.
El monasterio de San Jorge fue fundado en 1856, como centro de una kaza en el sanjak de İslimye dentro de la provincia de Edirne, "Ahyolu" antes de 1878.

### Bulgaria libre
Anquíalo fue liberado del dominio otomano el 27 de enero de 1878, pasando a formar parte de Rumelia oriental como centro de una kaza en el sanjak de Burgaz hasta la unificación Búlgara de 1866. Durante los siglos XIX y XX, Anquíalo fue perdiendo parte de su antigua importancia, siendo reemplazada por Burgas, que experimentó un rápido crecimiento. Se convirtió en un centro de producción de vino y sal, y fue rebautizada con el nombre de Pomorie en 1934, (de po, "junto", y more, "el mar"). La ciudad acogió a numerosos refugiados búlgaros procedentes de Tracia Oriental tras la Segunda Guerra Mundial, principalmente de Lozengrad, llenando el hueco dejado por la emigración griega de la primera década del siglo XX. Estos emigrantes fundarían la población de Nea Anchialos en Grecia en 1906

## Lugares de interés
- Museo y galería municipal
- Museo de la sal

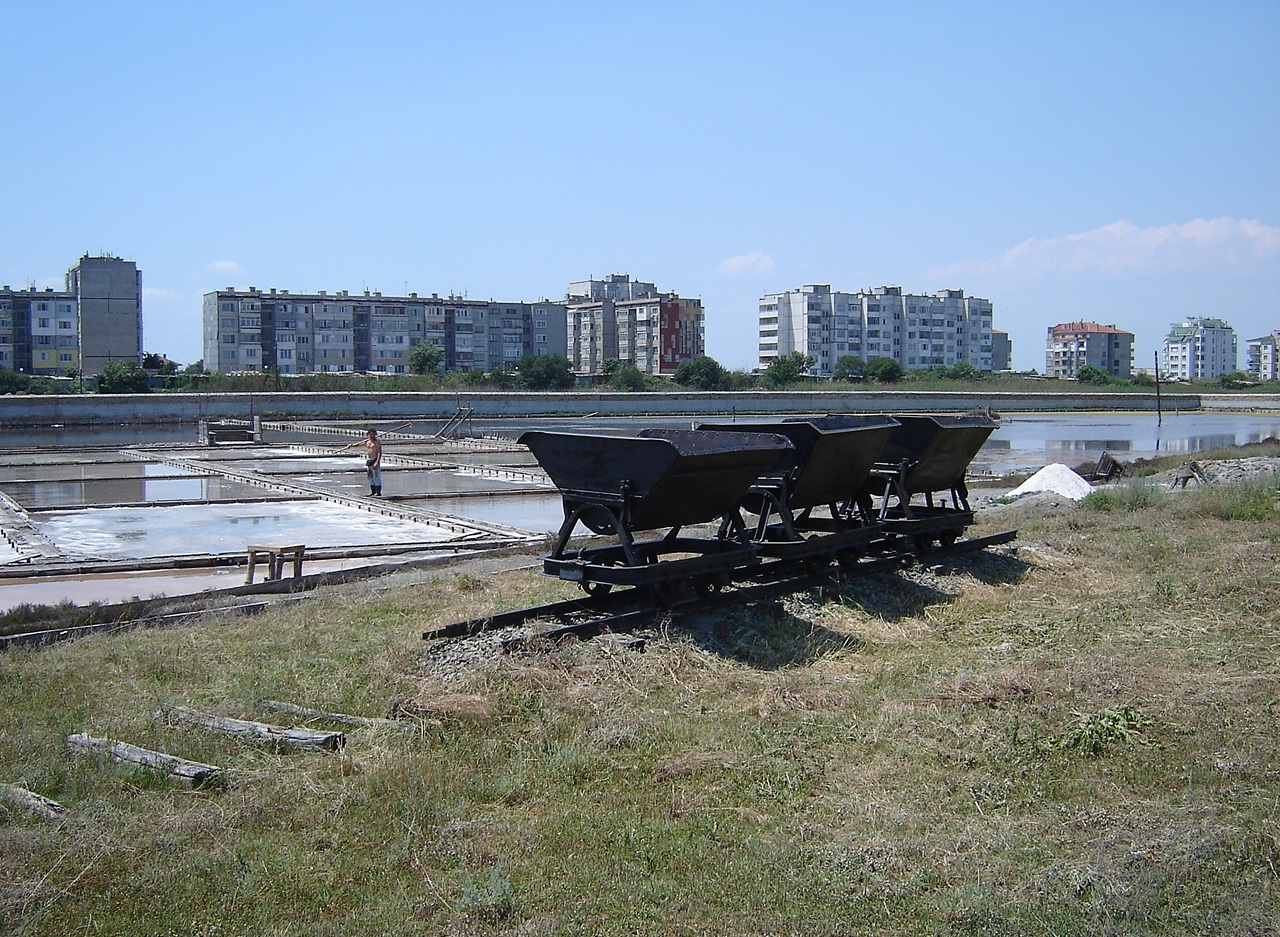
Salinas de Pomorie.

- Antiguas tumbas tracias de colmena (siglo III)
- Casas de madera tradicionales del siglo XIX
- Iglesia del Nacimiento de la Santísima Madre de Dios (1890)
- Iglesia de la  Transfiguración de Dios (1765)
- Monasterio de San Jorge (1856)
- Rocas de Yavorov.

## Honores
Pomorie Point en Isla Livingston, perteneciente a las Islas Shetland del Sur, en la Antártida recibe su nombre de esta población búlgara